# Navasota
Navasota é uma cidade localizada no estado norte-americano de Texas, no Condado de Grimes.

## Demografia
Segundo o censo norte-americano de 2000, a sua população era de 6789 habitantes.
Em 2006, foi estimada uma população de 7378, um aumento de 589 (8.7%).

## Famosos
Nesta Cidade está morando o ator Chuck Norris com sua familía.

## Geografia
De acordo com o United States Census Bureau tem uma área de
15,8 km², dos quais 15,8 km² cobertos por terra e 0,0 km² cobertos por água. Navasota localiza-se a aproximadamente 85 m acima do nível do mar.

## Localidades na vizinhança
O diagrama seguinte representa as localidades num raio de 36 km ao redor de Navasota.